# Culleraire
|  | Per a altres significats, vegeu «culleraire (eina)». |

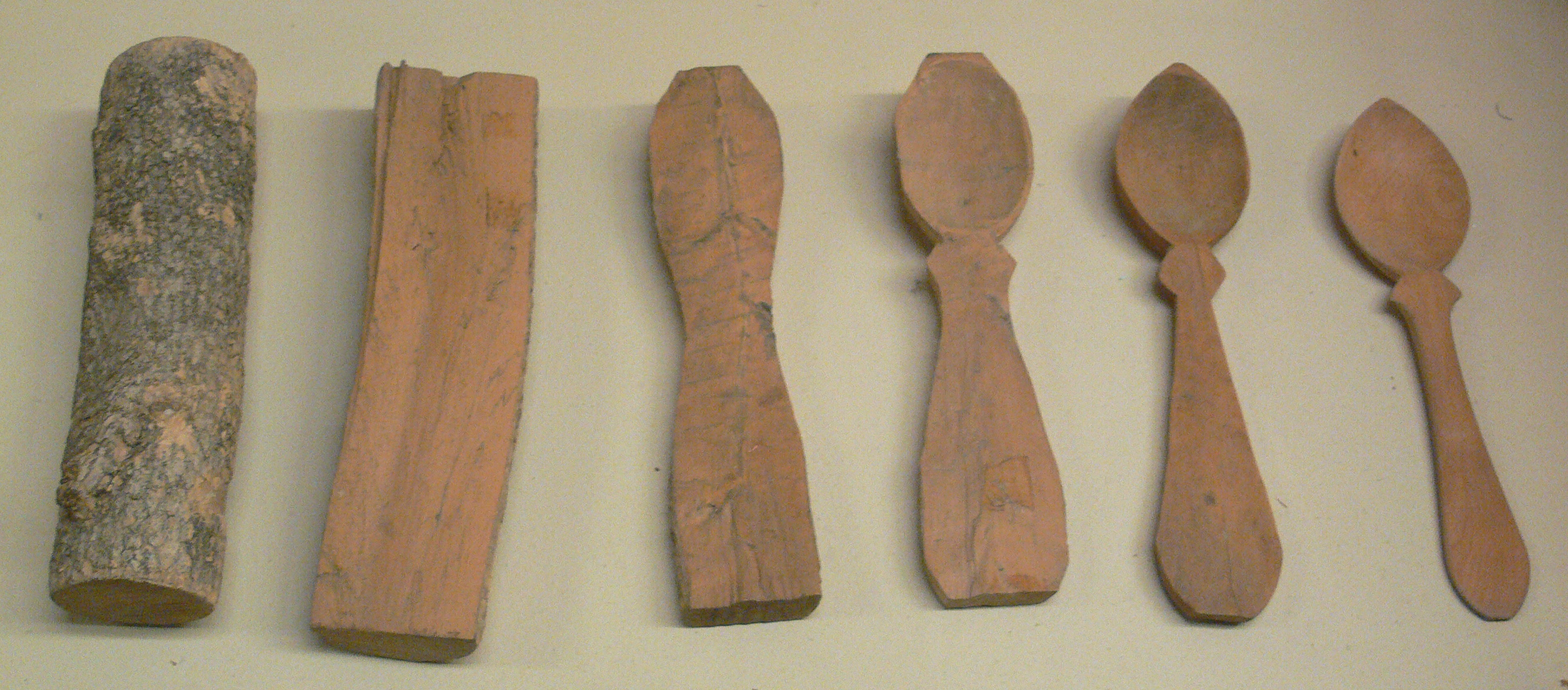
Diferents estadis en la fabricació d'una cullera de boix

Un culleraire o cullerer és l'ofici de qui treballa fent culleres, forquilles i altres estris de cuina de fusta. Malgrat el nombre de culleraires ha disminuït significativament amb la introducció de culleres metàl·liques i fabricació industrialitzada, a alguns llocs encara es fabriquen culleres de boix artesanalment. A Tortellà, a la Garrotxa, encara hi ha quatre tallers en actiu.

## El material
Tradicionalment, a casa nostra s'ha considerat que el boix era la millor fusta per a fabricar culleres i altres estris de cuina, degut a la seva gran duresa i poca porositat. A diferència d'altres fustes, hom considera que el boix no agafa el gust del menjar. Tot i així, el boix és de creixement lent i fa un tronc relativament petit –no se'n poden fer taulons– i, per tant, és difícil de mecanitzar. Per aquesta raó, en la fabricació industrial se solen emprar fustes de menor qualitat com el faig o el plataner.
Era habitual que fos el mateix culleraire que anés a collir la fusta de boix que emprava. Per tant, l'ofici era especialment estès a zones on abundava aquesta planta, com al Pirineu o a prop dels Ports de Beseit. Quan el culleraire tallava el boix, el serrava a la llargada necessària i el partia per la meitat al bosc mateix, i el feia assecar de seguida. Si no perdia la humitat en poques hores, la fusta s'enfosquia i semblava de menor qualitat. Un cop al taller, el boix es deixava en remull dues setmanes perquè s'estovés i fos més fàcil de treballar.

## El procés de fabricació
Segons el lloc i el taller, el procés de fabricació i les eines emprades variava. Generalment, però, es començava desbastant les culleres amb una destral, una aixola o un tallant. Després, es buidava la boca de la cullera amb una gúbia i es repassava amb un ganivet corbat anomenat alegreta o legreta perquè fos llis.
A continuació, s'acabava de perfilar la cullera amb raspa i llima i es polia. Perquè la cullera fos més brillant i agradós a la vista, es fregava finalment amb un tros d'os. De nou, era important que s'assequés ràpidament perquè no s'enfosquís; a tal objectiu, sovint es col·locaven les culleres acabades al sol o vora el foc.
El culleraire també venia el producte acabat, des del mateix taller o anant de fira en fira.
Cal dir que els pastors també es dedicaven a fer culleres de boix per ús domèstic en les seves estades a la muntanya. A diferència dels culleraires que empraven un gran nombre d'eines especialitzades, els pastors solien utilitzar tan sols una navalla i una eina anomenada culleraire. Les seves culleres eren sovint molt més fantasioses i altament decorades, mentre que les culleres dels culleraires professionals eren més llisos i funcionals.

## Eines
El culleraire usava un gran nombre d'eines específiques.
- Serra o xerrac per tallar el boix.[3]
- Cossí o altre recipient per deixar el boix en remull.[2]
- Mosso[3] o banc especialitzat per subjectar la peça. Sovint, el culleraire es recolzava en la peça i es lligava un sola vella d'espardenya al pit per protegir-se.[2]
- Destral i aixola o similar per partir i desbastar la peça.[3]
- Tallant o banc del ferro per desbastar la peça. Consisteix en una fulla llarga d'acer amb un mànec en un cap i l'altre subjectat en un banc amb una argolla.[2]
- Gúbia per buidar la boca de la cullera.[2]
- Alegreta, legreta, o ganivet corbat per treure les marques de la gúbia i allisar la boca de la cullera. Consisteix en un ganivet de doble tall amb una fulla fina i corbada[2]
- Raspa i llima per donar forma i afinar la cullera.[2][3]
- Pell de peix d'escat o paper de vidre per polir.[3]
- Os de canell de bou o altre per polir.[2]